# Gens Tarpeia
La gens Tarpeia (en llatí Tarpeia gens) va ser una gens romana d'origen patrici que apareix únicament durant la monarquia i als primers temps de la república.
D'aquesta gens, a part d'Espuri Tarpei, governador de la fortalesa del turó Saturní i de la seva filla Tarpeia, apareix Espuri Tarpeu Montà Capitolí, cònsol l'any 454 aC juntament amb Aule Aterni Fontinalis.